# Voyage dans l'inconnu
Voyage dans l'inconnu (Tales of the Unexpected) est une série télévisée américaine en 8 épisodes de 50 minutes diffusée entre le 2 février 1977 au 24 août 1977 sur le réseau ABC.
La série a été diffusée en France du 21 octobre 1978 au 25 novembre 1978 sur TF1. Deux épisodes sont à ce jour encore inédits.

## Synopsis
Une série d'histoires alliant le bizarre, le fantastique et le surnaturel où les héros ne sont pas forcément ceux que l'on croit.

## Distribution
- William Conrad : Voix originale du narrateur

## Liste des épisodes
Six épisodes sur les huit ont été doublés en français.
1. titre français inconnu (The Final Chapter)
2. Le Masque d'Adonis (The Mask of Adonis)
3. titre français inconnu (Devil Pack Writer)
4. Les Nomades (The Nomads)
5. La Main de Dieu (A Hand for Sonny Blue)
6. Les Forces du diable (The Force of Evil)
7. Vie privée (You're not Alone) Cet épisode dont l'intrigue laisse le téléspectateur en suspens sans résolution de l'énigme a fait l'objet d'un remake augmenté d'une conclusion avec le téléfilm Meurtre au 43e étage de John Carpenter.
8. Sans issue (No Way Out)

## Production
- L'épisode Les Forces du diable a été réalisé en version longue de deux heures (En comptant la publicité) pour en faire un téléfilm.
- Un autre épisode aurait dû être intégré à cette anthologie. Intitulé Someone is Watching Me, il s'agit en fait du téléfilm réalisé par John Carpenter : Meurtre au 43e étage avec dans les rôles principaux David Birney, Lauren Hutton et Adrienne Barbeau[1]. Il figure dans la série sous le titre Vie privée dans une version de 50 minutes, ébauche du téléfilm de John Carpenter (93 minutes) qui propose une conclusion.